# Bucharest Business Week
Bucharest Business Week este un fost ziar financiar român scris în limba română, care este editat o dată pe săptămână. El a fost editat de către Orion Media Group SRL. Ziarul are diferite categorii de știri: companii, privatizare și investiții, și știri generale despre România. 